# Warrenne
La Warrenne est un petit fleuve côtier du Pas-de-Calais, long de 3,4 km.

## Géographie
Le fleuve prend sa source sur le village d'Écault (commune de Saint-Étienne-au-Mont), en dessous du centre d'animation jeunesse, à 88 m d'altitude, où la source est faite à partir d'une terre argileuse. Puis il continue sa course et traverse les dunes d'Écault. Sur ses 400 derniers mètres, il suit la limite communale entre Saint-Étienne-au-Mont et Équihen-Plage, avant de se jeter dans la Manche.

### Communes et cantons traversés
Dans le seul département du Pas-de-Calais, la Warenne traverse les deux seules communes de Saint-Étienne-au-Mont (source) et Équihen-Plage (embouchure);
Soit en termes de cantons, la Warenne prend source et conflue dans le canton d'Outreau, dans l'arrondissement de Boulogne-sur-Mer, dans l'intercommunalité Communauté d'agglomération du Boulonnais.

### Bassin versant
La Warenne traverse une seule zone hydrographique « cours d'eau se jetant en mer du Cap d'Alprech à l'Embouchure de la Canche » (E539). Les cours d'eau ou fleuves voisins sont au nord la Slack, l'Aa au nord-est, à l'est et au sud-est, la Becque d'Hardelot au sud, la Manche au sud-ouest, à l'ouest et au nord-ouest.
Son bassin versant serait de 7,8 km2[réf. nécessaire].

## Affluents
La Warenne n'a pas de tronçons affluents référencés selon le SANDRE.
Néanmoins, Géoportail signale deux ruisseaux affluents en rive droite dont le Val d'Écault.

### Rang de Strahler
Don le rang de Strahler de la Warenne est de deux.

## Hydrologie
Son régime hydrologique est dit pluvial océanique. Son module serait de 5 m3/s[réf. nécessaire].